# Črnci
Črnci jsou jednou z 21 vesnic, které tvoří občinu Apače ve Slovinsku. Ve vesnici v roce 2002 žilo 327 obyvatel.

## Poloha, popis
Rozkládá se v Pomurském regionu na severovýchodě Slovinska.
Sídlo leží při silnici č.438, asi 1,5 km západně od Apače, správního centra občiny. Rozloha vesnice je 5,36 km2 [zdroj?] a nadmořská výška 220 m.
Území obce je úzké a protáhlé od severu k jihu. Na severu tvoří hranici katastru řeka Mura a na jihu potok Plitvica.
Ve vesnici stoji barokní panské sídlo Freudenau z počátku 17. století.